# Sistema de Jardines Botánicos de Honolulu

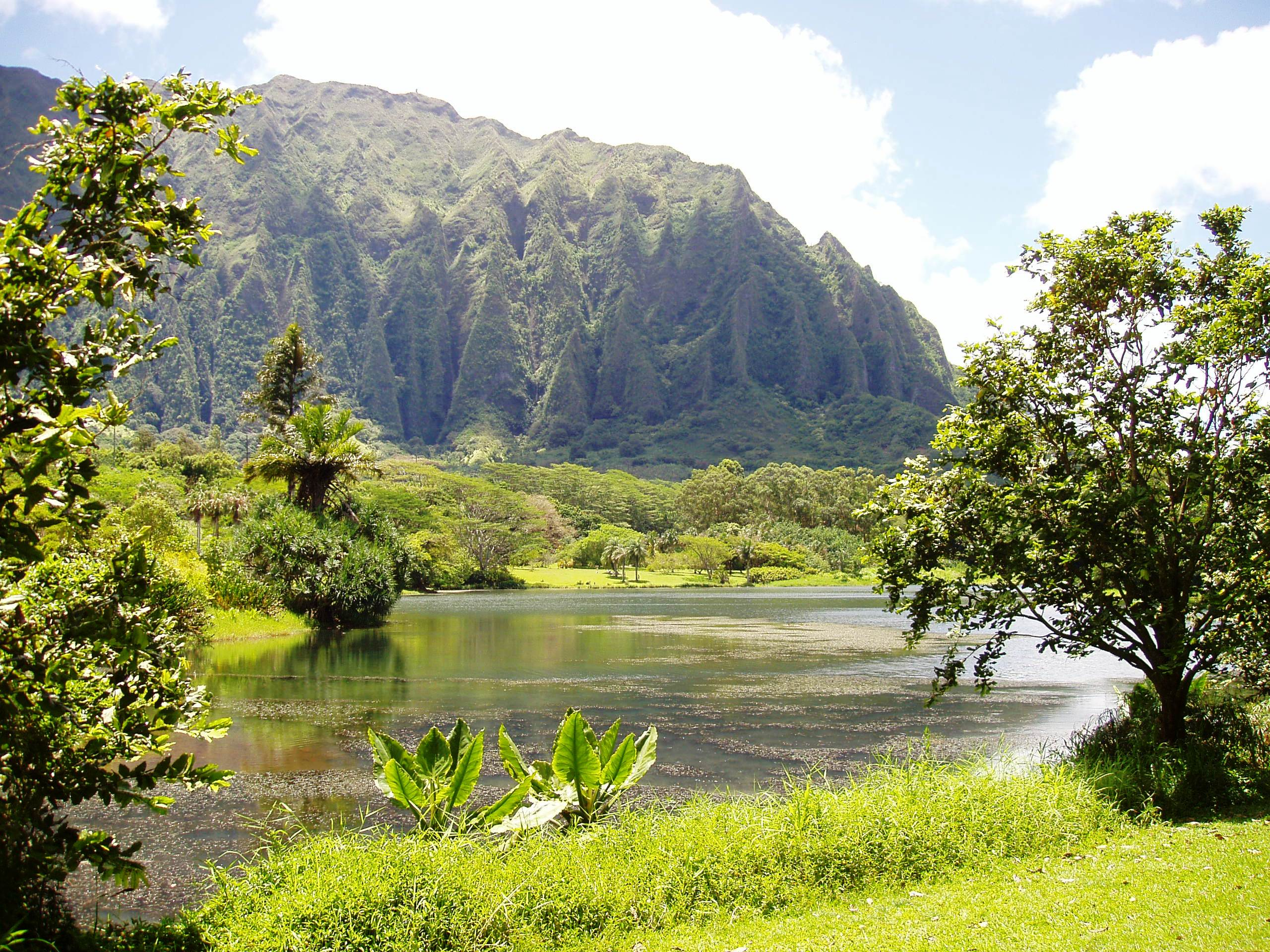
El jardín botánico Ho'omaluhia.

El Sistema de Jardines Botánicos de Honolulu en inglés : Honolulu Botanical Gardens System son varios jardines botánicos localizados en el Honolulu County, Oahu, Hawái, y administrado por el condado. Los jardines se encuentran abiertos todos los días del año, a excepción de día de Navidad y día de año nuevo. 
La misión que tienen enfocada los jardines, es la de planear, desarrollar, incrementar, preservar, mantener, y estudiar las colecciones documentadas de plantas tropicales en una exhibición de carácter estético con el propósito de conservación, botánico, hortícola, educativo, y de ocio. 
Los cinco jardines botánicos individuales que comprende el « Honolulu Botanical Gardens System » son :
- Jardín Botánico Foster
- Jardín Botánico Ho'omaluhia
- Jardín Botánico del Cráter Koko
- Jardín Botánico Liliʻuokalani
- Jardín Botánico Wahiawa